# 西崎莉麻
西崎 莉麻（にしざき りま、1993年6月9日 - ）は、日本の女優、グラビアアイドル、タレント。
東京都出身。元キャストコーポレーション所属。

## 来歴
父は元プロ野球選手（日本ハム、西武に所属した投手）で野球解説者の西崎幸広、姉はトライストーン・エンタテイメントに所属していた女優の西崎あや。
中学1年の時に雑誌「Hana*chu→」の読者モデルとなる。その後スターダストプロモーションに所属し、女性アイドルグループ「Power Age」に2007年11月から2009年5月の解散時まで所属。
2012年9月14日、富士急ハイランドのアトラクション「絶望要塞」で、姉と従姉妹と共に初の完全脱出成功を果たした。完全脱出までには14回挑戦したという。同年12月20日にはアトラクションのリニューアルオープン記念イベントに出席し、当アトラクションの宣伝大使に任命された。
キャストコーポレーションに移籍後は『週刊プレイボーイ』や『週刊ヤングマガジン』のグラビアに登場するなど、活躍の場を広げた。
2018年4月30日をもってキャストコーポレーションを退所したことを報告。この時点では先についてはまだ何も決まっていないとされた。その後はフリーランスで芸能活動を続けていた。その後翌2019年1月以降にアメリカに留学することを明らかにした。
2024年10月20日に放送されたテレビ番組「二軒目どうする？～ツマミのハナシ～」にて、親交のある早見あかりが「芸能界にいた西崎莉麻という女の子が私の親友」と語り、同番組撮影時には西崎が芸能活動を行っていなかったことを示唆している。

## 人物
早見あかりは西崎を大親友であるとたびたび公言している。
トイプードルを飼っている。

## 出演

### CM
- カルビーコーポレートメッセージCM
- 2013年富士急ハイランド宣伝大使／富士急「脱出迷宮アトラクション 絶望要塞」

### テレビドラマ
- わたしが子どもだったころ～小松政夫篇～（2009年1月7日、NHK BShi）
- 探偵Xからの挑戦状! Season2 「嵐の柩島で誰が死ぬ」（2009年10月14日、NHK）
- 小公女セイラ（2009年10月17日 - 12月19日、TBS） - 中谷美鈴 役
- SPEC～零～（2013年10月23日、TBS） - 宝石屋の店員 役
- 悪貨 第1・最終話（2014年11月23日・12月21日、WOWOW） - 磯貝まどか 役

### 映画
- 好きっていいなよ。（2014年7月12日、松竹） - 及川あさみ 役

### テレビ番組
- 恋のカイトウ!?トモコレ2世（2010年5月6日 - 8月26日、TOKYO MX）
- 鎧美女 #17（2016年8月18日、フジテレビONE）
- 俺の旅番組 #11「西崎幸広 豪華リゾート親子旅」（2016年9月26日、テレビ大阪・2016年10月11日、BS12 トゥエルビ）

### テレビアニメ
- ステラ女学院高等科C3部（2013年7月4日 - 9月26日、TBS / BS-TBS） - 霧島れんと 役[11][12]

### ウェブテレビ
- けやき坂アベニュー（2017年7月16日 - 2018年4月1日、AbemaTV） - 中継レポーター[13][14]

### CD
- TBS「大好き!五つ子2008」の主題歌　だいすき!!Featuring P-A 2008年7月30日、ユニバーサルミュージック）
- 「弾けろ!しーきゅーぶ!」（2013年8月7日、ポニーキャニオン）[注 1]

### 雑誌
- Hana*chu→（主婦の友社） - 読者モデル

## 作品

### DVD
- 警視庁（2010年11月1日、ハイテク）
- Primary（2014年11月21日、イーネット・フロンティア）[15][16]
- Dreamer（2015年8月21日、竹書房）
- Remind（2016年9月30日、エスデジタル）
- Prima Donna（2017年12月25日、エアーコントロール）
- VERY MUCH（2018年3月25日、エアーコントロール）